# Julien Porret
Pour les articles homonymes, voir Porret.
Julien Porret est un musicien et compositeur français né le 10 janvier 1896 dans le 5e arrondissement de Paris et mort le 11 janvier 1979 à Pessac. Il a contribué à propager le ragtime et le jazz en France. Néanmoins Louis Porret s'éditant à son propre compte pendant une importante période de sa carrière n'a pas fait de dépôt au Dépôt légal et à la Phonothèque nationale, son œuvre est désormais  méconnue.

## Biographie
Julien Porret débute jeune l'étude de la musique (solfège, cornet à pistons) aidé par son frère Armand et son père ; son père jouant déjà du même instrument dans l'harmonie La Sirène de Paris.
En 1914, il obtient le premier prix de cornet à pistons en 1914 du Conservatoire de musique de Paris dans la classe de Merri Franquin.
Il compose son premier morceau La Polka Humoristique qui est déchiffrée par Jeanne Frankin, pianiste et fille de son professeur de cornet et qui lui conseille d'étudier le piano et l'harmonie avec M. Heurteur.
Dès 1912, il joue dans l'orchestre de Luna Park, porte Maillot, puis au Skating Magic-City, rue Cognacq Jay et de nombreux bals de barrière à Luna Park. Déjà, sur les programmes figure la musique syncopée américaine des cake-walks, puis des ragtimes. A 16 ans, il est passionné par cette nouvelle forme de musique et, en 1913, il compose un cake walk The Lucky Tramp.
En 1914, n'étant pas mobilisable, il joue dans les orchestres des cinémas muets de la capitale. La musique rythmée est demandée de plus en plus par le public et par les chefs d'orchestre qui veulent moderniser leur répertoire; Julien Porret compose des morceaux dans le nouveau style: Old Peter, Jolly Boy, Brooklin et Botany Bay. Le terme "Jazz" n'apparait que vers 1915 à Chicago.
Il devient sociétaire définitif de la SACEM le 22 avril 1914.
Le gouvernement français désirant effectuer une "Public Relation" aux Etats-Unis, charge le chef Gabriel Parès de constituer un orchestre d'harmonie appelée The French Army Band en janvier 1915 et d'organiser une tournée de concerts à New-York, Boston, Chicago et San-Francisco. Julien Porret y est engagé comme cornet solo. En février 1915, l’orchestre débarque à New-York et les concerts se succèdent avec succès en jouant un programme classique : ouverture de Benvuenuto Cellini, Manon, Fantaisie, concerto pour clarinette, prélude et entracte de Carmen ...  Le soir, après le service, les musiciens sont emmenés dans les quartiers « chauds » pour écouter les premiers Jazz Bands. Julien Porret est stupéfait d’entendre ces nouveaux rythmes, joués par des instrumentistes qui ne lisent pas une note de musique, mais dont l’efficacité est remarquable.
Il pressent immédiatement l’avenir de cette musique et la possibilité de l'écrire « à la Française ». Les concerts se succèdent, Julien Porret écoute Buddy Bolden, Louis Mitchell et King Oliver. Il est très attiré par les pianistes de ragtime à la virtuosité surprenante, comme Tom Waltham. Il compose à son tour Powell Street One Step, du nom de la principale artère de San-Francisco. Il devient le premier français a écrire une composition de ragtime sur le sol américain. De retour à Paris, Julien reprend ses notes prises lors de son voyage aux U.S.A. et commence à orchestrer des pièces dans le style jazz pour des orchestres de musiciens français n'ayant pas voyagé en Amérique. « En 1916, la formation d’un orchestre était généralement la suivante : piano, (1 à 2) violon(s) alto, violoncelle, contrebasse, flûte, clarinette, saxophone, hautbois, cor, cornet, trombone, batterie. » Cette instrumentation européenne n'est pas équivalente à celle des  bandes américaines.
Au milieu de la première guerre, Julien Porret est mobilisé comme artilleur de tranchée dans la classe 16 qui laissera de nombreux morts sur le front ; comme trompettiste, il est maintenu loin des combats et écrit des morceaux : Pick me up, Luck by luck, Bébé rose...
Transféré en 1917 à Bourges, il rencontre les combattants américains au repos et il anime le soir les soirées en jouant au piano les airs qu’il a rapporté de son voyage aux U.S.A.
En 1919, Julien Porret est démobilisé ; il retourne au conservatoire et y obtient un 1er prix de trompette et une médaille de solfège.
Entre les deux guerres, Julien Porret est un compositeur et arrangeur prolifique, notamment de ragtime. De 1922 à 1924, il édite sous le pseudonyme de Nat Sing des compositions de jazz : Flown, Plucky, For You, Gadys, Mado, Baw’cock, Mignon Couic Couic, Dont Talk ... Il compose une suite américaine basée sur ses souvenirs de voyage aux États-Unis. Même s'il n'aura pas l'occasion d'y retourner, Julien Porret possèdera une passion pour la musique ragtime et jazz. Ses compositions de ragtime, au milieu des années 20, sont dans le style classic ragtime pour l'illustration sonore de film muets français.

« il a saisi la véritable essence du Ragtime bien mieux que beaucoup de compositeurs de Ragtime européens de cette période. »

— Tom Brier
Il joue dans de nombreux orchestres (orchestre du Docteur Larrazet, Fred Melé, Lud Gluskin (en)) et également dans les salles de cinéma muet. Il compose l'indicatif de l'orchestre Grégor et ses Grégoriens. Julien Porret décide alors de créer une collection musicale pour sonoriser le cinéma, appelée "Film Music Collection", et devient son propre éditeur. L'arrivée du cinéma parlant ruine son entreprise dans les années 1930 et il devient musicien dans les studios de Joinville et d'Epinay. Il y joue avec Paul Romby (saxophone), Raoul Gola (piano), Fernand Marin (trombone)... Il écrira ainsi la musique de film : Le Bal (premier film de Danielle Darrieux, 1931), Le Petit Jacques (1934) avec Harry Baur, Une nuit de folies (1934) avec Fernandel, ...
A cette période, il crée sa propre marque de disques Disques Succés de Julien Porret destinés à être joués pendant les entractes dans les cinémas et enregistre avec son orchestre, The Hot Melodic Band.
Il part deux années à Berlin à la demande de Bernard Etté (en) qui constitue un orchestre de jazz avec Paul Romby et le saxophoniste Billy William puis reviendra à Paris. Ensuite il travaille avec Ernö Rapée (en).
Pendant la guerre, il se retire à  Bordeaux puis à Ascarat au pays Basque où il compose des études pour piano et pour trompette qu'il ne dépose à la SACEM qu'après la Libération.
En 1944, à la Libération, Julien Porret entre avec Georges Tzipine au bal Tabarin, un cabaret parisien. Le matin il travaille aux Editions Nuances avec Léo Poll. L'après-midi il est directeur musical pour la maison d'édition Le Chant du monde, une édition spécialisée dans la musique soviétique. Il fait éditer les symphonies de Prokofiev et de Chostakovitch, il réalise les orchestrations des chansons russes, dont Francis Blanche écrit les paroles: Plaine, ma plaine, Le Châle Bleu, Kalinka, Le Casatchoc...
Il fait éditer les fameux déchiffrages commencés pendant la guerre, ainsi que des chansons enfantines et des saynettes. A cette date, son ami Eugène Foveau, professeur de trompette au conservatoire de Paris, lui demande de composer des concertinos relativement faciles pour les jeunes élèves.

« Comme c'est difficile d'écrire de la musique facile. »

— Julien Porret
Sa composition intitulée Tentation est éditée en Allemagne chez Rules et est découverte par un soldat américain, et ramenée aux U.S.A. :cette pièce devient l'indicatif d'une célèbre emission et le cumul des droits d'auteur depuis 1944 lui permet de s'installer au pays Basque, à Ascarat. Il se consacre dès lors à l'écriture de nombreux concertinos, et solos de concours pour les instruments à vent.
Julien Porret décède le 11 janvier 1979 à Pessac à l'âge de 83 ans.

## Œuvres (sélection)
Certains de ces morceaux d'avant la seconde guerre mondiale sont édités par Francis Salabert, Max Eschig, Evette & Schaeffer pour la France, Rhule à Berlin , ou de Wolfe à Londres ; le reste est publié par sa maison d'édition.
Après la guerre, ses pièces et méthodes sont publiées par les éditions Robert Martin.

### Ragtime
- Swansea - 1913

- The Lucky Tramp (Cakewalk) - 1914

- Brooklyn (Rag Time) - 1914

- Old Peter (Sand Dance) - 1914

- Jolly Boy - 1914

- Powell Street (One Step) - 1915

- Tom Keene (Fox Trot) - 1918

- Luck by Luck (Rag Time) - 1918

- Real Pleasure (Rag Time)

- Plucky - 1921

- Sliding Kitty - 1923

- A Jopling Story - 1924

## Méthodes et enseignement
En plus de ses nombreuses compositions (plus de 500 opus), Julien Porret a repris la méthode Arban pour trompette et écrit une nouvelle méthode pour cuivres. Il a également composé de nombreuses pièces pour débutants.
- Méthode progressive de cornet, trompette ou bugle et instruments à 3 pistons notés en clé de sol
- Mécanisme 75 exercices progressifs pour les doigts
- Méthode progressive pour basse, contrebasse, trombone à pistons ; augmentée d'exercices et de leçons pour l'étude du 4e piston par Pierre Guigou,... (cop. 1974)
- Mélodies sélection, les deux volumes
- Douze divertissements en duos pour tuba, euphonium, saxhorn
- Vingt-quatre études mélodiques et progressives pour cor d'harmonie
- Vingt-cinq déchiffrages manuscrits (a) pour trombone, trompette, hautbois...
- Vingt-quatre déchiffrages manuscrits (b) pour trombone, trompette, hautbois...

Il a écrit ausi bien de nombreux solos de concours pour vents que des concertinos pour débutants:
- Sixième mini-concertino, pour trompette en Sib ou Ut et piano
- 3e solo de concours pour hautbois et piano
- 28e solo de concours pour trompette en Sib ou Ut et piano